# Катий
Ка́тий Инсу́бр (лат. Cattius Insuber; умер незадолго до 45 года до н. э., Рим, Римская республика) — древнеримский философ-эпикуреец из плебейского рода Катиев, современник Марка Туллия Цицерона.

## Биография
Предположительно, Инсубр являлся уроженцем Галлии; в не дошедших до нас его сочинениях философские вопросы впервые излагались на латинском языке. Время жизни Катия и общее направление его философской мысли извлекается из упоминаний о нём в произведениях Цицерона и Квинтилиана. В частности, в одном из писем Марка Туллия Цицерона, датированном 45 годом до н. э., о Катии говорится, как о недавно умершем.

## Примечание
1. ↑  Gian Biagio Conte. Latin Literature: A History. — JHU Press, 1999-11-19. — 866 с. — ISBN 978-0-8018-6253-3. Архивировано 30 июля 2023 года.
2. ↑  Shackleton Bailey D. Onomasticon to Cicero’s Letters / by D. R. Shackleton Bailey. — Stuttgart & Leipzig: Teubner, 1995. — P. 32